# Braquiología
Refiriéndose a la dialéctica, Platón sostiene que la braquiología (del griego: βρακυς breve, y λóγος: logos, discurso) es un encuentro cercano de "espíritus" o mentes (νους). Tal dialéctica se hace más efectiva según Platón si las proposiciones son concisas ("breves") aunque, en lo posible, cargadas de significado y emoción.
Por este motivo las braquiologías están libres de la intrusión de palabras superfluas, digresiones o de elementos extraños al tema en cuestión, aunque sí poseen las braquiologías las necesarias elipsis, es decir, frases que omiten todo aquello que es deducible en el contexto discursivo; en tal caso la braquiología tiene un estilo próximo al del entimema, si bien en la praxis de la braquiología existe un cuidado meticuloso para evitar caer en las paralogías que suelen provocar los pensamientos entimemáticos.
Siempre en opinión de Platón, lo opuesto a la braquiología es la macrología, o sea, el uso de "grandes discursos" típicos entre los sofistas y solo aceptables en la retórica.